# Csák Árpád
Csák Árpád (Zalaszántó, 1860. július 21. – Keszthely, 1936. január 26.) régész, muzeológus, szerkesztő.

## Élete

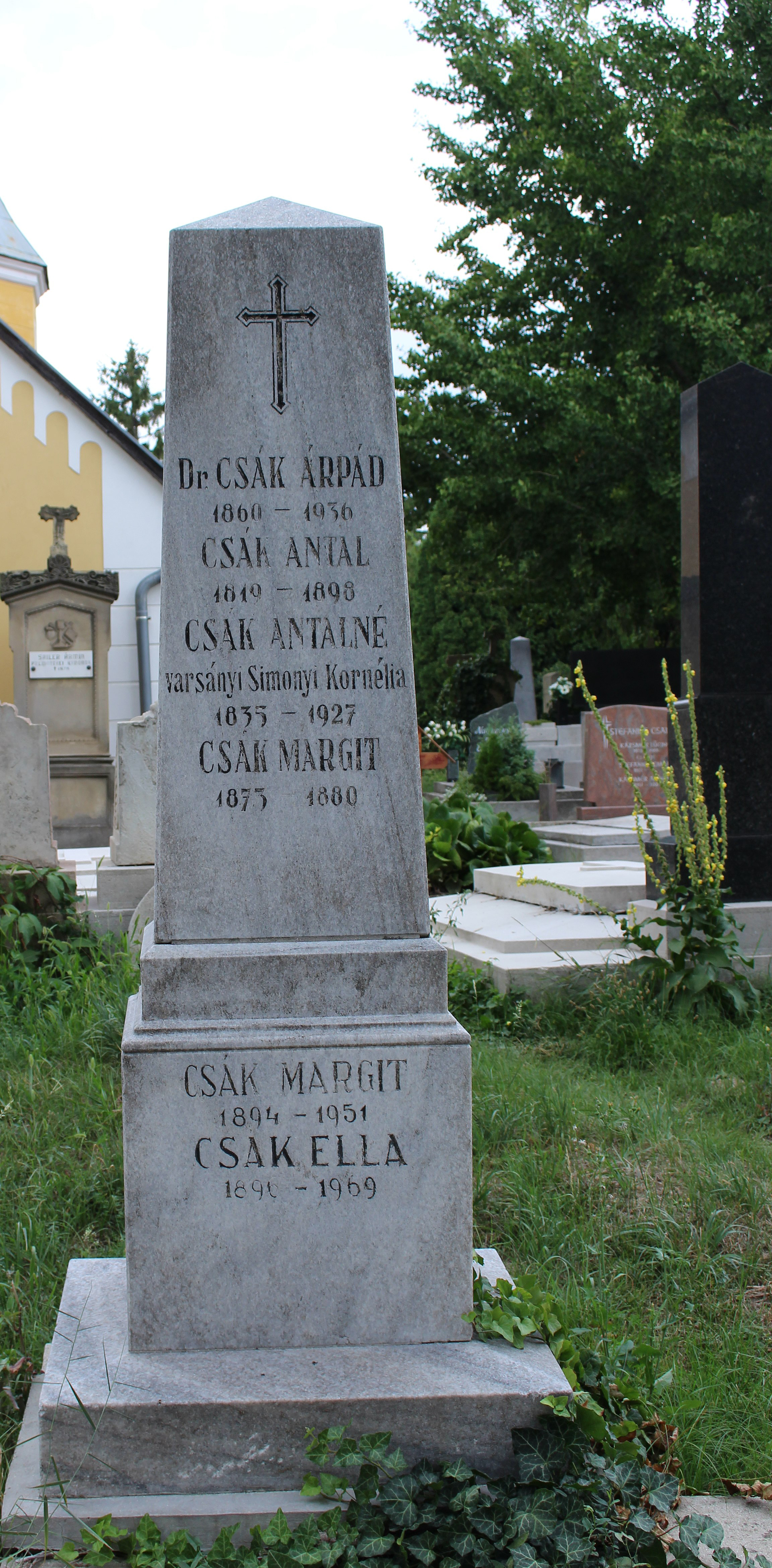
(ZalaSzántói Lokálpatrióta Egyesület fotója)

A Budapesti Egyetemen jogi tanulmányokat végzett, majd megyei szolgálatba lépett. Zalaegerszegen árvaszéki jegyző, Keszthelyen szolgabíró volt. 1903-tól szerkesztette a Keszthelyi Hírlapot. 1912–1914 között községi fürdőbiztossági tisztséget vállalt. Szerkesztői feladatokat látott el a Keszthelyi Hírlapnál, illetve 1921-1924 között a Keszthelyi Ujságnál és a Balaton Vidéke lapnál.
Egyik megalapítója a Balatoni Múzeumnak. Főként római és avar kori leleteket tárt fel Keszthely környékén, ezek eredményeit a Archaeologiai Értesítőben közölte. 1897-ben Alsópáhokon, 1898-ban keszthelyi Dobogón, 1901-ben Meszesgyörökön, 1903-ban Kékkúton, 1905-ben Balatonberényben, 1906-ban keszthelyi Apát-dombon, 1911-ben keszthelyi sörházkerti temetőben, 1912-ben és 1914-ben a zalavári apátságban ásatott. Jelentősek fenékpusztai és 1909-től Keszthely-újmajori feltárásai is.
Sírja a keszthelyi Szent Miklós temetőben található (IV. parcella, 2. sor, 8. sírhely). A Nemzeti sírkertbe sorolt, védett sírját 2021-ben felújították.

## Emlékezete
- Emléktábla a Balatoni Múzeum előcsarnokában.
- Festmény portré a Balatoni Múzeumban.

## Művei
- 1906 Szép Balaton mellől.
- 1907 A Zalavármegyei Múzeum kérdéséhez. Keszthely.
- 1912 A Dunántúli Központi Múzeum. Keszthely.